# Gapminder
Gapminder bzw. Trendalyzer ist eine Informationsvisualisierung-Software zur Animation von Statistiken. Die Software wurde von Hans Roslings Gapminder-Stiftung in Stockholm entwickelt.

## Software
Die Software ist kostenlos auf der Gapminder-Website zugänglich und soll mittels interaktiver Blasendiagramme globale Statistiken und Datenerhebungen leicht verständlich visualisieren. Dadurch soll eine auf Fakten beruhende Weltsicht gefördert werden. Die dargestellten Statistiken sind frei zugänglich und zum größten Teil Erhebungen von UN-Organisationen. Mittlerweile sind über 200 Trends von Indikatoren internationaler Wirtschaft und Politik abrufbar, die Daten gehen zum Teil bis zum Jahr 1800 zurück.

## Geschichte von Gapminder
Hans Rosling, der Initiator der Gapminder-Stiftung und -Software, war Medizinprofessor. 2005 gründete er gemeinsam mit Anna Rosling Rönnlund und Ola Rosling Gapminder. Im Jahr 2006 wurde das Programm Gapminder World veröffentlicht. 2007 wurde Gapminder’s Trendalyzer Software von Google gekauft.